# Platylabus semiopacus
Platylabus semiopacus är en stekelart som beskrevs av Heinrich 1962. Platylabus semiopacus ingår i släktet Platylabus och familjen brokparasitsteklar. Inga underarter finns listade i Catalogue of Life.